# Oxystigma mannii
Oxystigma mannii là một loài thực vật có hoa trong họ Đậu. Loài này được (Baill.) Harms miêu tả khoa học đầu tiên.